# Архарова, Людмила Дмитриевна
Людмила Дмитриевна Архарова (15 апреля 1949 — 30 сентября 2012) — советская и российская актриса кино и театра.

## Биография
Людмила Архарова родилась 15 апреля 1949 года в деревне Клишева (сельское поселение Заболотьевское) Раменского района Московской области. В 1968 году пробовала поступить в Щукинское театральное училище, где девушку заметил один из ассистентов режиссёра. В результате Людмила Архарова снялась в картине режиссёра Станислава Ростоцкого «Доживём до понедельника», где сыграла роль школьницы Нади Огарышевой.
В 1970 году окончила Московское педагогическое училище № 2 (сейчас на месте училища находится Московский городской педагогический университет) и два года работала учительницей в школе города Раменское. В 1976 году окончила факультет музыкальной комедии ГИТИСа и поступила в труппу Детского музыкального театра под рук. Н. И. Сац, где работала до 1980 года. В 1980—1985 годах выступала в концертном ансамбле Центрального дома Советской армии (ныне Культурный центр Вооружённых Сил Российской Федерации). С 1985 года занималась преподавательской деятельностью.
Умерла 30 сентября 2012 года после непродолжительной болезни. Похоронена на кладбище деревни Дементьево в Раменском районе.

## Личная жизнь
В 1978 году вышла замуж за музыканта Сергея Иваненко.
10 октября 1983 года у пары родилась дочь Виктория Иваненко. Людмила Архарова и Сергей Иваненко развелись в 1990 году.

## Фильмография
1. 1968 — Доживём до понедельника — Надя Огарышева
2. 1969 — День и вся жизнь — именинница, подруга Алёши